# Pioraco
Pioraco is een gemeente in de Italiaanse provincie Macerata (regio Marche) en telt 1252 inwoners (31-12-2004). De oppervlakte bedraagt 19,5 km², de bevolkingsdichtheid is 64 inwoners per km².

## Demografie
Pioraco telt ongeveer 608 huishoudens. Het aantal inwoners daalde in de periode 1991-2001 met 6,5% volgens cijfers uit de tienjaarlijkse volkstellingen van ISTAT.
| Jaar | Inwoneraantal |
| ---- | ------------- |
| 1991 | 1317          |
| 2001 | 1231          |

## Geografie
Pioraco grenst aan de volgende gemeenten: Camerino, Castelraimondo, Fiuminata, Sefro.
In Pioraco wordt reeds zeer lang papier vervaardigd. Deze industrie kon zich hier ontwikkelen vanwege de ruime beschikbaarheid van water. Het water van de rivier de Potenza kan hier gemakkelijk worden vastgehouden voor het zich, op zijn weg naar de Adriatische kust, door een smalle kloof omlaag stort.
Acquacanina · Apiro · Appignano · Belforte del Chienti · Bolognola · Caldarola · Camerino · Camporotondo di Fiastrone · Castelraimondo · Castelsantangelo sul Nera · Cessapalombo · Cingoli · Civitanova Marche · Colmurano · Corridonia · Esanatoglia · Fiastra · Fiuminata · Gagliole · Gualdo · Loro Piceno · Macerata · Matelica · Mogliano · Monte Cavallo · Monte San Giusto · Monte San Martino · Montecassiano · Montecosaro · Montefano · Montelupone · Morrovalle · Muccia · Penna San Giovanni · Petriolo · Pieve Torina · Pioraco · Poggio San Vicino · Pollenza · Porto Recanati · Potenza Picena · Recanati · Ripe San Ginesio · San Ginesio · San Severino Marche · Sant'Angelo in Pontano · Sarnano · Sefro · Serrapetrona · Serravalle di Chienti · Tolentino · Treia · Urbisaglia · Ussita · Valfornace · Visso
1. ↑  https://demo.istat.it/?l=it.